# スキャンダルシリーズ
スキャンダルシリーズとは、月上ひなこ原作のボーイズラブ小説である。イラストはこうじま奈月。2000年1月にラピス文庫として発行された。ドラマCDがインターコミュニケーションズより発売された。タイトルが「○○○なスキャンダル」形式である。

## 登場人物
深森春香（みもり はるか）声 - 保志総一朗
東雲学園生徒会長を務める、男子高校生。別名「東雲の白百合」。当初は道前寺司に振り回されていた。
道前寺司（どうぜんじ つかさ）声 - 三木眞一郎
東雲学園のライバル校に通う、坊ちゃま高校生。傲岸不遜で少々意地悪な性格。春香と会ってからは、強引に迫る。
寿君近（ことぶき きみちか）声 - 森川智之
春香のお守り隊・東雲三銃士が一人。
鈴鹿裕満（すずか ひろみつ）声 - 檜山修之
春香のお守り隊・東雲三銃士が一人。
高橋飛鶴（たかはし ひづる）声 - 置鮎龍太郎
春香のお守り隊・東雲三銃士が一人。

## ドラマCD
- あいつとスキャンダル
- 放課後はスキャンダル
- 学園祭はスキャンダル
- 聖なる夜のスキャンダル
- 恋する瞳はスキャンダル
- 修学旅行もスキャンダル